# Heribert Hallermann
Heribert Hallermann (* 9. März 1951 in Dortmund) ist ein deutscher Kirchenrechtler und emeritierter Hochschullehrer an der Julius-Maximilians-Universität Würzburg.

## Leben
Hallermann studierte nach dem Abitur im Jahr 1970 zunächst in Eichstätt und in Rom Philosophie und Katholische Theologie, wonach er 1975 für das Bistum Eichstätt zum Priester geweiht wurde. Zunächst wirkte er als Kaplan in Neumarkt in der Oberpfalz und in der Dompfarrei Eichstätt. Zwischen 1981 und 1996 arbeitete er als Stadtjugendpfarrer und Präses des BDKJ in Nürnberg sowie als Vorsitzender der Landesstelle für Kath. Jugendarbeit und als Landespräses des BDKJ in München und ferner als Referent an der Zentralstelle Bildung im Sekretariat der Deutschen Bischofskonferenz für Schul-, Hochschul- und Akademikerseelsorge. Die Tätigkeit bei der DBK brachte ihn auch zu einem Vertiefungsstudium des Kirchenrechtes bei Ilona Riedel-Spangenberger.
Im Wintersemester 1996/1997 wurde er bei Ilona Riedel-Spangenberger an der Theologischen Fakultät Trier mit der Dissertation „Präsenz der Kirche an der Hochschule. Eine kirchenrechtliche Untersuchung zur Verfassung und zum pastoralen Auftrag der katholischen Hochschulgemeinden in Geschichte und Gegenwart“ (München, 1996) promoviert. Für diese Dissertation wurde ihm 1999 der „Premio di Laurea mons. E. Corecco, 1a edizione per l’anno 1997“ durch die „Associazione internazionale amici di Mons. Eugenio Corecco, Vescovo di Lugano“ verliehen. 
Mit der Schrift „Die Vereinigungen im Verfassungsgefüge der lateinischen Kirche“ (Paderborn u. a., 1999) habilitierte er sich im Sommersemester 1998 an der Johannes-Gutenberg-Universität zu Mainz, wodurch er die Lehrbefähigung für das Fach Katholisches Kirchenrecht und Kirchliche Rechtsgeschichte erlangte.
Zwischen 1996 und 2001 war Hallermann Mitarbeiter am Lehrstuhl für Kirchenrecht, Staatskirchenrecht und Kirchliche Rechtsgeschichte unter Ilona Riedel-Spangenberger in Mainz und Schriftleiter für das dreibändige Lexikon für Kirchen- und Staatskirchenrecht (LKStKR). Im Anschluss daran arbeitete er bis 2003 als Ordinariatsrat in Eichstätt und als Direktor des Eichstätter Bistumshauses Schloss Hirschberg.
Zum 1. Oktober 2003 wurde Heribert Hallermann zum Universitätsprofessor für Kirchenrecht an der Katholisch-Theologischen Fakultät der Bayerischen Julius-Maximilians-Universität Würzburg ernannt. Von 2013 bis 2015 war er zudem Dekan der Katholisch-Theologischen Fakultät Würzburg. Seine Emeritierung erfolgte zum 30. September 2016.
Hallermann forscht schwerpunktmäßig im Bereich des Verfassungsrechtes der lateinischen Kirche, der Gemeinrechte und -pflichten der Gläubigen, des kirchlichen Vereinsrechtes und des Ordensrechtes sowie des kirchlichen Hochschulrechtes.
Seit 1970 ist er Mitglied der katholischen Studentenverbindung K.D.St.V. Alcimonia Eichstätt im CV.

## Mitgliedschaften, Vorsitze, Herausgeberschaften
- Deutscher Hochschulverband
- Arbeitsgemeinschaft Kirchenrecht
- Bayerische Arbeitsgemeinschaft Kirchenrecht
- Consociatio Internationalis Iuri Canonico promovendo
- Essener Gespräche zum Thema Staat und Kirche